# Basilica dell'Assunta (Varallo)
La basilica dell'Assunta sorge a Varallo, al Sacro Monte.

## Storia

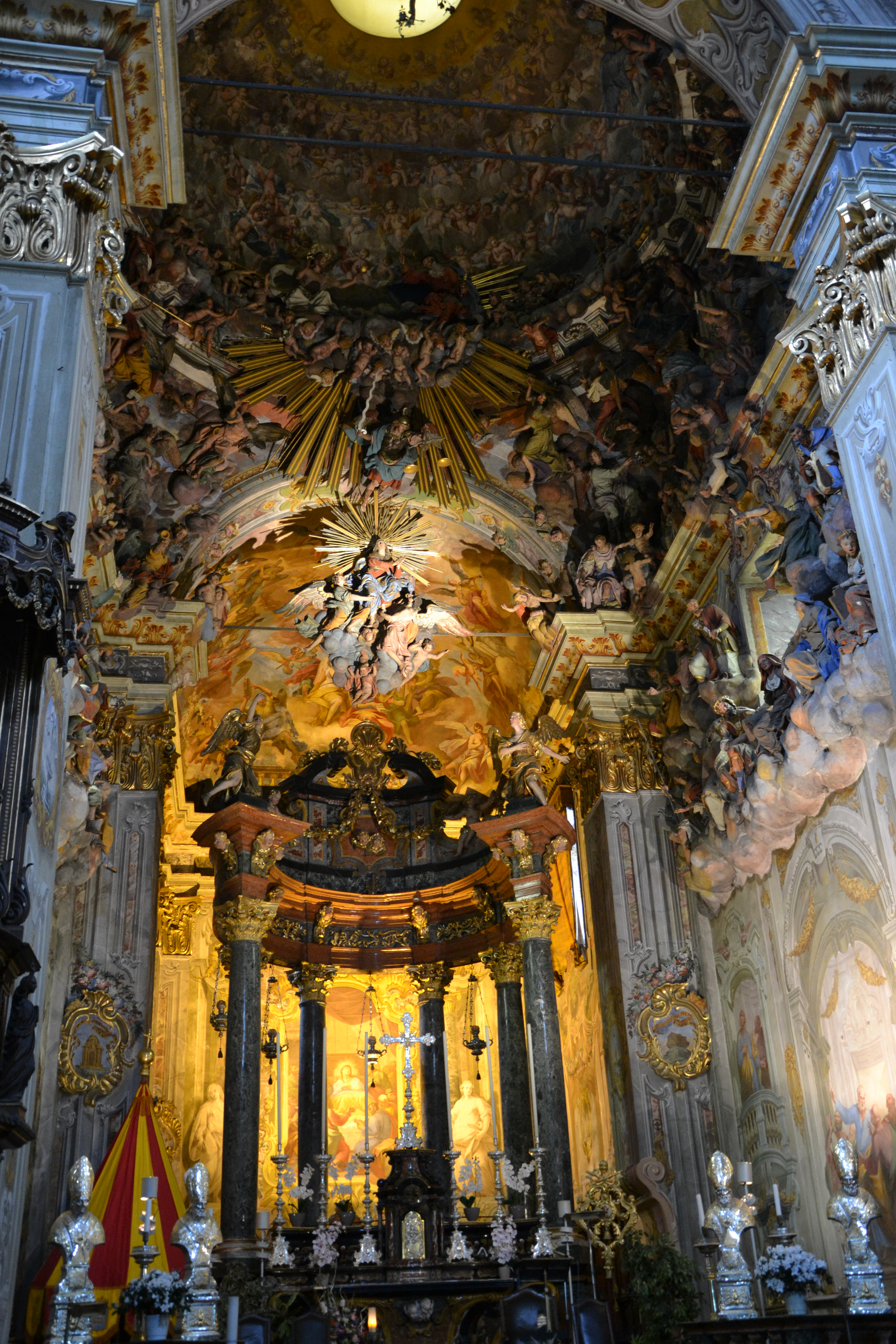

Venne eretta a partire dal 1614 su volere di Carlo Bascapè, allora vescovo di Novara, progettata da Bartolomeo Ravelli e di Giovanni d'Enrico e terminata nel 1713. La basilica è consacrata a Maria Assunta.
Nel 1649, dopo il completamento del presbiterio e del coro, si trasportò al suo interno l'antica statua lignea della Madonna dormiente (posta attualmente nello scurolo, l'angolo più appartato della basilica, nella settecentesca cripta) che divenne oggetto di speciale devozione.
Nel 1678 anche la cupola della basilica poteva considerarsi terminata, con la collocazione delle statue policrome in terracotta che la decorano in guisa di Paradiso.
I secoli successivi videro il completamento della facciata della basilica assieme a rifacimenti e ad alcune estensioni del complesso delle cappelle. Nel 1894 il bronzista Giovanni Lomazzi realizzò il prezioso portone in bronzo, disegnato dell'architetto Giovanni Ceruti. 
A partire dal primo Novecento, si resero necessari numerosi interventi manutentivi, l'ultimo dei quali, ha riguardato nel 2006 il restauro della cappella della Crocifissione.